# NGC 5583
NGC 5583 est une galaxie spirale située dans la constellation du Bouvier. Sa vitesse par rapport au fond diffus cosmologique est de 5 250 ± 24 km/s, ce qui correspond à une distance de Hubble de 77,4 ± 5,4 Mpc (∼252 millions d'al). NGC 5583 a été découverte par l'astronome américain Lewis Swift en 1886.